# Montmartre n.º 126
Montmartre n.º 126 es un municipio rural canadiense situado en la provincia de Saskatchewan.

## Superficie
Montmartre n.º 126 tiene una superficie de 817,75 km².

## Demografía
En 2021, tenía 350 habitantes, una densidad poblacional de 0,4 hab./km², y 156 viviendas.